# エーリヒ・ブッシェンハーゲン
エーリヒ・ブッシェンハーゲン（ドイツ語: Erich Buschenhagen、1895年12月8日 - 1994年9月13日）は、ドイツの陸軍軍人。最終階級はドイツ国防軍陸軍歩兵大将。

## 経歴
1895年12月8日、ドイツ帝国エルザス＝ロートリンゲンのシュトラースブルクに生まれる。
第二次世界大戦では、XXI軍団の参謀長を、軍団長ニコラス・フォン・ファルケンホルスト歩兵大将のもとで務める。1940年2月に、ファルケンホルストが、ヴェーザー演習作戦の指揮官に選ばれると、ファルケンホルストと共に、ヴェーザー演習作戦の見直し、実行に参加。1941年6月末からフィンランド・ラップランド地方での銀狐作戦は、ノルウェー駐留軍の管轄となり、司令官ファルケンホルスト上級大将、軍参謀長ブッシェンハーゲン大佐（8月1日に少将に昇格）で全般指揮を行った。
1944年には、南ウクライナ軍集団でLII軍団を指揮した。大戦中、その戦功により柏葉付騎士鉄十字章を受章している。
1944年のヤッシー＝キシニョフ攻勢でソ連軍の捕虜となり、1955年10月まで抑留された。

## 叙勲
- 鉄十字章
  - 2級鉄十字勲章1914年章 (1914年11月22日)[1]
  - 1級鉄十字勲章1914年章 (1917年10月7日)[1]
- 名誉十字章
- 1938年3月13日記念メダル
- 1938年10月1日記念メダル
- 鉄十字章略章
  - 2級鉄十字略章 (1939年9月17日)[1]
  - 1級鉄十字略章 (1939年9月26日)[1]
- 自由十字勲章（英語版）
  - 1級剣付自由十字勲章 (1941年10月26日)
- ドイツ十字章
  - ドイツ十字章金章 (1942年7月19日)[2]
- 騎士鉄十字章
  - 騎士鉄十字章 (1943年12月5日)[3]
  - 柏葉付騎士鉄十字章 (1944年7月4日)[4]
- 国防軍軍報 (1944年5月12日)